# Selección femenina de fútbol de Alemania Democrática
La selección femenina de fútbol de Alemania Democrática fue en 1990 el equipo de fútbol femenino de Alemania Democrática.

## Participaciones

### Eurocopa femenina
| Año   | Resultado | Pos.     | PJ       | G        | E        | P        | GF       | GC       |
| ----- | --------- | -------- | -------- | -------- | -------- | -------- | -------- | -------- |
| 1984  | No entró  | No entró | No entró | No entró | No entró | No entró | No entró | No entró |
| 1987  | No entró  | No entró | No entró | No entró | No entró | No entró | No entró | No entró |
| 1989  | No entró  | No entró | No entró | No entró | No entró | No entró | No entró | No entró |
| 1991  | No entró  | No entró | No entró | No entró | No entró | No entró | No entró | No entró |
| Total | 0/4       | 0        | 0        | 0        | 0        | 0        | 0        | 0        |

## Jugadores

### Equipo actual
Ninguna de las jugadoras internacionales pasó a representar a la selección de Alemania tras la reunificación. Sin embargo, Birte Weiß, que estaba en el equipo pero no jugó el partido, sería internacional dos veces con Alemania.
| No. | Pos.           | Jugador             | Fecha de nacimiento (edad)        | Pdos. | Goles | Club                    |
| --- | -------------- | ------------------- | --------------------------------- | ----- | ----- | ----------------------- |
|     | Portero        | Anett Viertel       | 16 de octubre de 1967 (22 años)   | 1     | 0     | Rotation Schlema        |
|     | Portero        | Maika Alex          | 8 de noviembre de 1968 (21 años)  | 0     | 0     | Handwerk Magdeburg      |
|     | Centrocampista | Petra Jachtner      |                                   | 0     | 0     | Numerik Karl-Marx-Stadt |
|     | Centrocampista | Katrin Niklas       |                                   | 0     | 0     | Elfe Berlin             |
|     | Centrocampista | Sybille Brüdgam ()  | 4 de diciembre de 1965 (24 años)  | 1     | 0     | Turbine Potsdam         |
|     | Centrocampista | Heike Ulmer         | 6 de diciembre de 1967 (22 años)  | 1     | 0     | Rotation Schlema        |
|     | Centrocampista | Carmen Weiß         | 1 de marzo de 1968 (22 años)      | 1     | 0     | Wismut Karl-Marx-Stadt  |
|     | Defensa        | Heike Hoffmann      | 7 de septiembre de 1963 (26 años) | 1     | 0     | Turbine Potsdam         |
|     | Defensa        | Beate Reuer         |                                   | 0     | 0     | Turbine Potsdam         |
|     | Defensa        | Katrin Hecker       | 11 de julio de 1963 (26 años)     | 1     | 0     | Rotation Schlema        |
|     | Defensa        | Petra Weschenfelder | 22 de abril de 1964 (26 años)     | 1     | 0     | Uni Jena                |
|     | Defensa        | Sybille Lange       | 19 de abril de 1964 (26 años)     | 1     | 0     | Post Rostock            |
|     | Defensa        | Heidi Vater         | 7 de julio de 1966 (23 años)      | 1     | 0     | Uni Jena                |
|     | Delantero      | Katrin Prühs        | 9 de enero de 1962 (28 años)      | 1     | 0     | Post Rostock            |
|     | Delantero      | Sabine Berger       | 21 de enero de 1966 (24 años)     | 1     | 0     | Turbine Potsdam         |
|     | Delantero      | Dana Krumbiegel     | 22 de noviembre de 1969 (20 años) | 1     | 0     | Wismut Karl-Marx-Stadt  |
|     | Delantero      | Doreen Meier        | 9 de noviembre de 1968 (21 años)  | 1     | 0     | Uni Jena                |
|     | Delantero      | Katrin Baaske       | 10 de enero de 1969 (21 años)     | 1     | 0     | Post Rostock            |
|     | Delantero      | Birte Weiß          | 5 de junio de 1971 (18 años)      | 0     | 0     | Rotation Schlema        |
|     |                | Sabine Tannenberger |                                   | 0     | 0     | Wismut Karl-Marx-Stadt  |

## Estadísticas
A continuación se muestra una lista de las 14 jugadoras que fueron internacionales para Alemania Oriental en su único partido. Las jugadoras en cursiva fueron suplentes.
Ninguna de los jugadoras logró marcar un gol en el partido.
| Jugador             | Pos. | Min. | Ref.   |
| ------------------- | ---- | ---- | ------ |
| Katrin Baaske       | FW   | 60   | [ 1 ]  |
| Sabine Berger       | FW   | 30   | [ 2 ]  |
| Sybille Brüdgam     | MF   | 90   | [ 3 ]  |
| Katrin Hecker       | DF   | 90   | [ 4 ]  |
| Heike Hoffmann      | DF   | 90   | [ 5 ]  |
| Dana Krumbiegel     | FW   | 90   | [ 6 ]  |
| Sybille Lange       | FW   | 90   | [ 7 ]  |
| Doreen Meier        | FW   | 90   | [ 8 ]  |
| Katrin Prühs        | FW   | 90   | [ 9 ]  |
| Heike Ulmer         | MF   | 45   | [ 10 ] |
| Heidi Vater         | DF   | 20   | [ 11 ] |
| Anett Viertel       | G K  | 90   | [ 12 ] |
| Carmen Weiß         | MF   | 45   | [ 13 ] |
| Petra Weschenfelder | DF   | 70   | [ 14 ] |

## Entrenadores
- 1990: Bernd Schröder